# زكي ايفاز
زكي ايفاز (بالتركية: Zeki Ayvaz)‏ (1 أكتوبر 1989 في تركيا - ) هو لاعب كرة قدم تركي في مركز حراسة المرمى. لعب مع نادي بلدية آكهيسار سبور ونادي طرابزون سبور و1461 طرابزون وبالق أسير سبور.

## وصلات خارجية
- زكي ايفاز على موقع الاتحاد الأوربي (الإنجليزية)
- زكي ايفاز على موقع اتحاد تركيا (لاعب) (الإنجليزية)
- زكي ايفاز على موقع قاعدة بيانات كرة القدم.إي يو (الإنجليزية)
- زكي ايفاز على موقع Soccerway.com (الإنجليزية)
- زكي ايفاز على موقع عالم كرة القدم.نت (الإنجليزية)
- زكي ايفاز على موقع AS.com (الإسبانية)